# Yiliu Jiedao
Yiliu Jiedao (kinesiska: 矣六, 矣六街道) är en socken i Kina. Den ligger i provinsen Yunnan, i den sydvästra delen av landet, omkring 17 kilometer sydost om provinshuvudstaden Kunming. Antalet invånare är 48 593. Befolkningen består av 23 736 kvinnor och 24 857 män. Barn under 15 år utgör 14,0 %, vuxna 15-64 år 79 %, och äldre över 65 år 6,0 %.
Genomsnittlig årsnederbörd är 1 483 millimeter. Den regnigaste månaden är juni, med i genomsnitt 199 mm nederbörd, och den torraste är december, med 61 mm nederbörd.